# صناعة الهواتف المحمولة في الصين

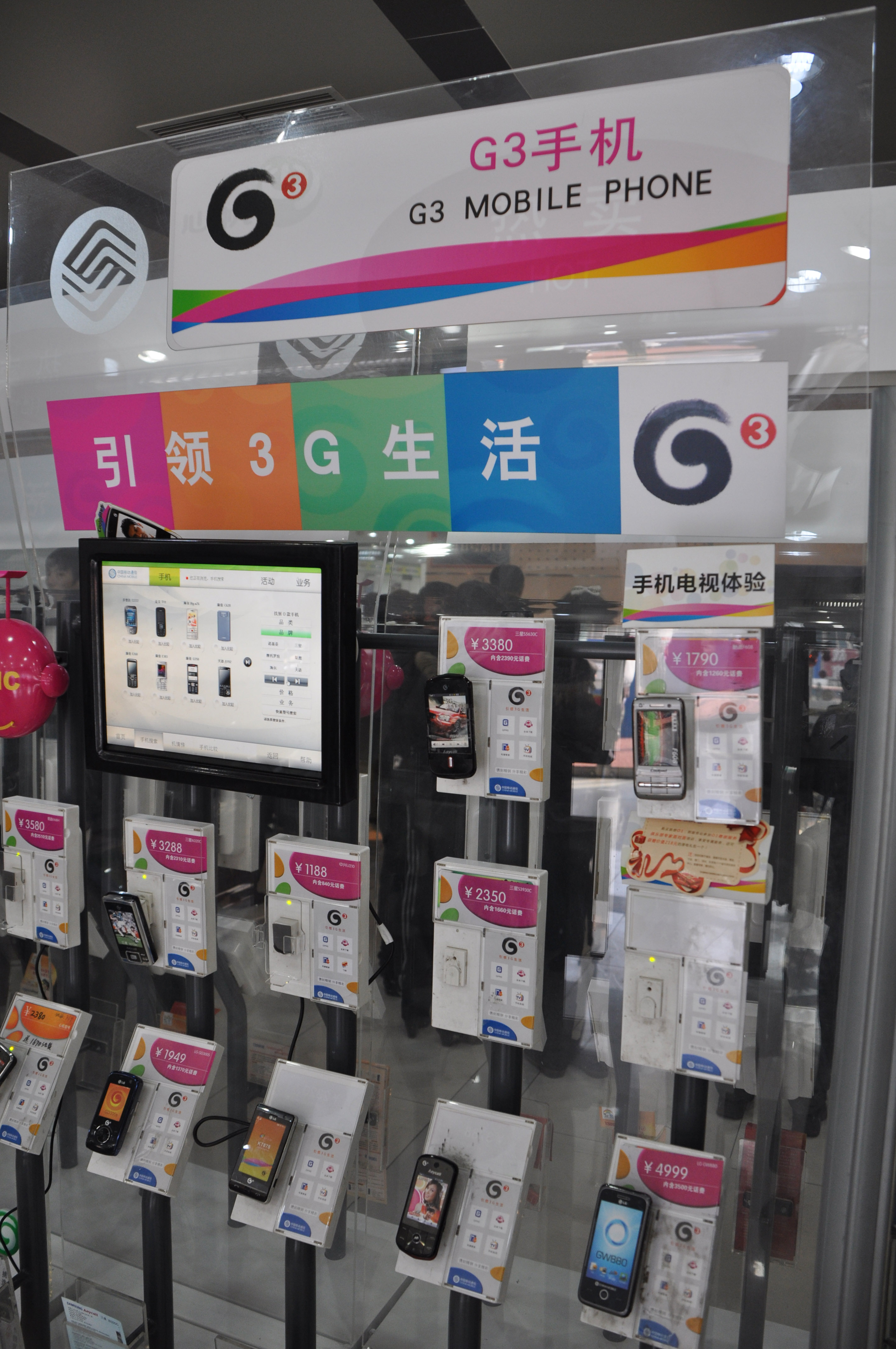
الهواتف المحمولة 3G النظام العام لاتصالات الأجهزة المحمولة معروضة في فرع China Mobile (التقطت الصورة في فبراير 2010 ، في داليان ، الصين).

انتقلت صناعة الهواتف المحمولة في الصين من مُعدل نمو مرتفع إلى انخفاض كبير في السنوات الأخيرة، حيث في عام 2016 صنعت الصين 75٪ من الهواتف المحمولة الموجودة في العالم، وفي عام 2019 انخفض الرقم إلى 68٪.

## المبيعات المحلية
وَصَلَت مبيعات الهواتف المحمولة المحلية في الصين إلى أكثر من 368 مليون هاتفٍ مَحمول في عام 2020.
كشف تقرير في العام 2020 أن متوسط دورة ترقية الهواتف الذكية للمستهلكين في الصين قد ازداد. حيث يبلغ متوسط وقت التحديث هنالك 25.3 شهرًا، وهو ما يُمثل زيادة قدرها 0.7 شهرًا هذهِ الإحصائية في أكتوبر من العام 2020.

## حجم الصادرات
في عام 2015 تفوقت الصين على الولايات المتحدة باعتبارها سوقًا رائدًا للهواتف الذكية من حيث الصادرات، وقد استمرت الزيادة حتى في عام 2016 حيث صُدرت 467 مليون وحدة من الهواتف المحمولة. منذ ذلك الحين ، بدأ الانخفاض الاقتصادي في التأثير على الصين، مما أدى إلى انخفاض صادرات الهواتف الذكية في الصين بنحو 100 مليون وحدة تقريبًا في بضع سنوات. تأثر جميع موردي الهواتف الذكية تقريبًا في الصين بشدة، باستثناء أكبر شركة صينية وهي هواوي التي ما زالت قادرة على زيادة صادراتها بمضاعفة الحجم تقريبًا مُنذ عام 2016 إلى عام 2019.

## اتجاهات التطوير
أظهر الاتجاه السائد في السنوات (2005-2008) أن سوق البر الرئيسي للصين يتطور في اتجاهين. يتمثل أحدها في ظهور الهواتف المحمولة منخفضة التكلفة للغاية (التي ظهرت في الأسواق الريفية)، بينما يتمثل الآخر في الهواتف المحمولة متعددة الوسائط بوظائف مختلفة مثل التلفزة المحمولة، وMP3، والكاميرا عالية الدقة للغاية ونظام تحديد المواقع العالمي (GPS).
منذ عام 2011 زادت شعبية الهواتف المحمولة، وخاصة هواتف التي تعمل بنظام أندوريد ، في سوق الهاتف المحمول الصيني. وذلك لأن أنظمة أندرويد توفر إمكانية للمصنعين لإنتاج هواتف تعمل باللمس بسهولة، مما سمح بانخفاض الأسعار حتى أقل من 1000 يوان صيني. تم أيضًا تصدير هذه الهواتف الرخيصة إلى كل ركن من أركان العالم، وذلك بفضل مواقع بائعي الهواتف على الإنترنت مثل alibaba.com وaliexpresss.com وctutu.com.

## الأسعار
تُسيطر المنتجات التي تقل أسعارها عن 2000 يوان صيني (حوالي 290 دولارًا أمريكيًا) على سوق الهاتف الصيني. حيث تمثل المنتجات بهذا السعر نسبة 60٪ من سوق الهواتف المحمولة بأكمله، وتتنافس مع العلامات التجارية المحلية والهواتف المحمولة سواءًا غير الرسمية أو العلامات التجارية العالمية.